# Faqqua
Faqqua (arabisch فقوعة, DMG Faqqūʿa, oft auch Faqoa) ist ein Ort in den Palästinensischen Autonomiegebieten rund zwölf Kilometer östlich der Stadt Dschenin. Er liegt im Westjordanland und hat etwa 3700 Einwohner.